# Lebensfähigkeitsdebatte Österreichs nach 1918
Die Lebensfähigkeitsdebatte Österreichs war eine unmittelbar nach dem Ende des Ersten Weltkriegs von den Befürwortern eines Anschlusses an das Deutsche Reich begonnene Diskussion. Die These von der wirtschaftlichen Lebensunfähigkeit des neuen Kleinstaats wurde vor allem von Sozialdemokraten und deutschnational gesinnten Liberalen vertreten. Sie war ein Hauptargument in der Propaganda für einen Anschluss.

## Die Ausgangslage Ende 1918
Der Zerfall der Habsburgermonarchie bedeutete einen schweren wirtschaftlichen, politischen und auch psychologischen Schock für deren bisher führenden deutschsprachigen Teil. Es kam zur plötzlichen Zerschlagung einer eng verflochtenen Struktur und ihrer Kommunikationswege, die Industrie des klein gewordenen Österreich verlor ihre heimischen Rohstoffbasen (etwa die böhmische Kohle) und es entstand eine akute Hungersnot, vor allem in Wien, bedingt durch den Verlust der agrarischen Überschussgebiete. In Wien verblieb ein überdimensionierter Verwaltungs- und Organisationsapparat, der nicht zum neuen [Rumpf-]Österreich passte.

## „Anschluss“ als Ausweg?
Schon Victor Adler hatte, bereits todkrank, in der ersten Sitzung der provisorischen Nationalversammlung angesichts dieser Situation von einer Lebensunfähigkeit Deutschösterreichs gesprochen. Staatskanzler Karl Renner, zuvor Adlers engster Mitarbeiter, führte dazu in der Sitzung des Staatsrates vom 11. November 1918 aus, die Entente plane, Österreich auf ein „armseliges und ganz hilfloses Gebilde“ zu reduzieren, das als einzige Industrie jene des Tourismus entwickeln könnte. Otto Bauer, Renners linker Rivale in der österreichischen Sozialdemokratie sah im Anschluss an ein demokratisches und "proletarisches" Deutschland, ("wo wir nach Geschichte, Sprache und Kultur gehören") zunächst vor allem die Chance für eine sozialistische Entwicklungsperspektive. Als diese kurzfristig kaum mehr realisierbar erschien, vertrat auch Bauer die These von der mangelnden wirtschaftlichen Überlebensfähigkeit. Sowohl Renner wie Bauer stammten aus Gebieten, die 1918–19 der Tschechoslowakei zufielen.
Die Proklamation der Republik Deutsch-Österreich am 12. November 1918 erklärte sich unter diesen Aspekten in ihrem Artikel 2 zum Bestandteil der deutschen Republik – was aber natürlich von den Siegermächten nicht zugelassen wurde.
Das ökonomische Argument von der Lebensunfähigkeit der kleinen Alpenrepublik wurde in der Folge über viele Jahre vor allem in der Zeitschrift Der Österreichische Volkswirt von deren Redakteuren Walther Federn und Gustav Stolper vertreten: Österreich habe nie von der eigenen Produktion, sondern von jener der Kronländer, speziell Böhmens und Mährens, gelebt. Wien sei durch seinen aufgeblähten Verwaltungsapparat belastet.

## Übertriebener Pessimismus?
Die akute Notlage unmittelbar nach dem Weltkrieg verdeckte allerdings eine längerfristig positivere Perspektive. Österreich wies etwa die gleiche Bevölkerungsdichte wie die Schweiz auf, verfügte aber über eine bessere Rohstoffbasis und eine ausbaufähigere Agrarwirtschaft. „Damit entstand aus zahlreichen Faktoren gespeist eine Legende“.

## Optimistischere Sichtweisen
Zu den wenigen Ökonomen, die von Anfang an die wirtschaftliche Lebensfähigkeit des klein gewordenen Österreichs bejahten, zählte Friedrich Hertz. Als Alternative zu dem als wirtschaftlich nicht bestandsfähig eingestuften Kleinstaat und zu dessen Anschluss an Deutschland wurde nach dem Ersten Weltkrieg auch die Idee einer Donauföderation ventiliert. Die Gruppe um den Wirtschaftstheoretiker und Bankpräsidenten Max Feilchenfeld sah ebenfalls Chancen für ein selbständiges Österreich.

## Die Genfer Sanierung
Da die Siegerstaaten des Ersten Weltkriegs keinerlei Interesse an einer territorialen, bevölkerungs- und ressourcenmäßigen Vergrößerung des besiegten Deutschland haben konnten, setzte sich im Völkerbund die Überzeugung von der Notwendigkeit einer Finanzhilfe für Österreich durch. Im Vorfeld erklärte der österreichische Bundeskanzler Ignaz Seipel am 31. Mai 1922
das Land aus taktischen Gründen wieder für „lebensunfähig“ vollzog aber in seiner Rede vor dem Völkerbund am 6. September 1922 eine ostentative Kehrtwendung.
Die Genfer Protokolle vom 4. Oktober 1922 verordneten Österreich in der Folge einen massiven Sparkurs und Beamtenabbau und gewährten dem Land einen großzügigen Kredit, der zur erfolgreichen Stabilisierung der Währung führte. Sie bekräftigten aber auch das in den Friedensverträgen von 1919 ausgesprochene Anschlussverbot.
Die so genannte Genfer Sanierung beinhaltete eine Völkerbundanleihe in der Höhe von 650 Millionen Goldkronen mit 20-jähriger Laufzeit.
Während Deutschland 1923 im Gefolge der Ruhrbesetzung in schwere Turbulenzen und Hyperinflation verfiel, gelang so in Österreich die Sanierung, die de facto das Ende der Lebensfähigkeitsdebatte bedeutete. Allerdings wurde das Land praktisch unter Kuratel gestellt. Als Völkerbundkommissar agierte Alfred Rudolph Zimmermann.